# 蛤刃
蛤刃(はまぐりば)とは、刃物の断面形状のひとつ。

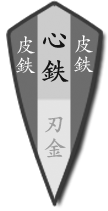
日本刀の断面の一例

刃物の鎬（しのぎ）と刃と先の間「切れ刃」が、あたかも蛤の貝がらのようなふくらみを持たせて研いであることをいう。平面的ではなく、ゆるやかな丸刃に研ぐことをさす。
また、木彫用の鑿などで刃先線を円弧状に研いだものもいう。その場合は一般に「鎌倉刃」という。
強度を保つため刃先を鈍角に研がなければならない場合でも、断面がカーブを描いているため対象物との摩擦を軽減でき、また棟側が比較的薄いため対象物が刀身に貼り付きにくく、深く喰い込ませることができる。ただし、平らに研がれた刃よりも刃先は鈍角になるため、切れ味そのものは薄い刃より鈍くなる傾向にある。
似たものに西洋のコンベックスグラインドがあるが切り刃を含まない概念であり同一ではない、その対極となるものに、刃の断面を凹状に削ったホローグラインドがある。
諸刃（＝両刃）の刃物に多いが、片刃のものでもそのように研ぐことがある。

鉈や斧、日本刀などの刃の厚い物に多いが、薄手の包丁・鋏などにも施される場合もある。